# Meenon
Meenon – miasto w Stanach Zjednoczonych, w stanie Wisconsin, w hrabstwie Burnett.